# Trichomachimus sonorus
Trichomachimus sonorus är en tvåvingeart som beskrevs av Pavel Lehr 1967. Trichomachimus sonorus ingår i släktet Trichomachimus och familjen rovflugor. Inga underarter finns listade i Catalogue of Life.